# نصر الثملي
نصر الثملي كان قائدًا عسكريًّا عباسيًّا وحاكمًا (واليًا أو أميرًا) لطرسوس وأراضي الدولة العباسية الحدودية مع الإمبراطورية البيزنطية في قيليقية (الثغور الشامية).

## حياته
كما يتبين من اسمه، فقد كان غلامًا سابقًا لثمل الدلافي، الذي كان حاكمًا على طرسوس والأراضي الحدودية مع الإمبراطورية البيزنطية في قيليقية في الفترة 923-932.
بحلول عام 941، أصبح نصر نفسه حاكمًا لطرسوس. وفي شتاء ذلك العام (كانون الأول 941 / كانون الثاني 942) استغل توجه الحملة البيزنطية لإسقاط العاصمة حلب لمداهمة الأراضي البيزنطية بنفسه، وألحق الخسائر بالبيزنطيين وأسر العديد من الجنود، بمن فيهم كبار القادة البيزنطيين. وفي تشرين الأول 946، أشرف على تبادل الأسرى مع البيزنطيين - برئاسة جون ميستيكوس والقاضي كوسماس - على نهر لاموس نيابةً عن الأمير الحمداني سيف الدولة، الذي أصبح في هذه الأثناء الحاكم الجديد لمسيرات قيليقية. وتم تبادل 2482 مسلم مقابل عدد متساوٍ من الأسرى البيزنطيين؛ وبما أن البيزنطيين احتجزوا 230 سجينًا إضافيًا، فقد دفع المسلمون فديةً بالمال لإطلاق سراحهم.